# Видатковий касовий ордер
Видатковий касовий ордер (скорочено ВКО) — це первинний документ, що застосовується для оформлення видачі готівки з каси підприємств (юридичних осіб). Введено в дію з 29 квітня 2009 року. Бланк затверджено постановою Правління Національного банку України за № 637 від 15 грудня 2004 року «Положення про ведення касових операцій в національній валюті в Україні» (наведено у додатку 3) з урахуванням змін за постановою Національного банку України за № 252 від 29.04.2009 року. Видатковий касовий ордер повинен бути підписаний керівником, головним бухгалтером підприємства (або особою, уповноваженою керівництвом).
У реквізиті «Видати» видаткового касового ордера зазначається прізвище, ім'я та по батькові фізичної особи, яка отримує кошти. Касир повинен перевірити паспорт або документ, що його замінює, у особи, що отримує кошти, перед тим як видати їй готівку. Реквізити документа, що посвідчує особу одержувача готівки, заносяться до ВКО касиром. Отримання коштів особа-одержувач засвідчує своїм підписом та зазначенням суми прописом на видатковому касовому ордері. У разі, якщо видатковий касовий ордер оформляється на загальну суму коштів, що видаються, наприклад — по відомості на виплату грошей працівникам підприємства, то у вказаному реквізиті зазначається відповідний підрозділ підприємства, що отримує кошти. Касир видає кошти за ВКО, що має дозвільні підписи керівництва. До видаткового касового ордера можуть додаватися заявки на видавання грошей, рахунки, платіжні (розрахунково-платіжні) відомості, довіреність та інші документи. Видаткові документи відразу ж після видавання грошей підписуються касиром, а додані до них документи погашаються відтиском штампа «Оплачено» або аналогічним написом з вказанням дати (число, місяць, рік).